# Filip Maciejuk
Filip Maciejuk (3 de setembro de 1999) é um ciclista polaco membro da equipa Team Bahrain Victorious.

## Trajetória
Em 2016 conseguiria proclamar-se campeão de Polónia júnior na prova contrarrelógio. Repetiria triunfo em 2017 na mesma prova. Em 2017 levar-se-ia também "A Coupe du President da Ville de Grudziadz", prova do circuito continental. Nesse mesmo ano também levar-se-ia o bronze na prova contrarrelógio juniors no Campeonato Mundial de Ciclismo em Estrada de 2017 de Bergen.

## Palmarés
- 2016
  - Campeonato da Polónia Júnior Contrarrelógio   [1]

- 2017
  - A Coupe du President da Ville de Grudziadz
  - Campeonato da Polónia Júnior Contrarrelógio   [2]
  - 3.º no Campeonato Mundial Contrarrelógio Júnior

- 2018
  - Carpathian Couriers Race
  - 1 etapa do Szlakiem Walk Majora Hubala

- 2021
  - 2.º no Campeonato da Polónia Contrarrelógio 
  - L'Étoile d'Or, mais 1 etapa
  - Carpathian Couriers Race, mais 1 etapa